# Željko Nimš
Željko Nimš, jugoslovanski (hrvaški) rokometaš, * 22. april 1950.
Leta 1976 je na poletnih olimpijskih igrah v Montrealu v sestavi jugoslovanske rokometne reprezentance osvojil peto mesto.